# Stéphane Le Foll
Stéphane Le Foll (Le Mans, Sarthe, Francia, 9 de febrero de 1960) es un político francés socialista, que fue el Ministro de Agricultura desde 2012 hasta 2017 y portavoz del gobierno entre 2014 y 2017, todo bajo el gobierno de François Hollande. Es alcalde de Le Mans desde 2018. Se presentó a las primarias de su partido para ser candidato a la presidencia de la República, en las que fue derrotado por Anne Hidalgo. 